# اشکان منصوری
اشکان منصوری (۱۶ آبان ۱۳۵۹ – ۲ اردیبهشت ۱۴۰۰) بازیگر و خبرنگار اهل ایران بود.

## زندگی‌نامه
اشکان منصوری ۱۶ آبان ۱۳۵۹ در جهرم بدنیا آمد او دانش‌آموخته رشته بازیگری بود و همچنین سال‌ها فعالیت رسانه‌ای سینمایی در کارنامه داشت و از خبرنگاران فعال سینمای ایران بود.

## فعالیت هنری
منصوری در سال ۱۳۹۵ با سریال عنکبوت موفق شد وارد تلویزیون شده و اولین تجربه تلویزیونی خود را کسب کند این سریال توسط شهرام شاه‌حسینی کارگردانی شده بود در این سریال با بازیگران شناخته شده همچون شبنم قلی‌خانی و آشا محرابی و سام درخشانی همبازی شد که بدون شک باعث افزایش تجربه او در بازیگری گردید. در سال ۱۳۹۶ موفق شد با فیلم سینمایی هزارپا تجربه بازی در سینما را بدست آورد و در کنار چهره‌های شناخته‌شده سینمای ایران از جمله رضا عطاران و جواد عزتی و سارا بهرامی ایفای نقش بپردازد. او همچنین در سریال دلدادگان ساخته منوچهر هادی تجربه بازی در تلویزیون را دارد سریالی که از شبکه سوم سیما بر روی آنتن رفت و در آن بازیگران معروفی همچون حمید گودرزی و لیندا کیانی و شاهرخ استخری بازی می‌کردند. منصوری در چندین فیلم سینمایی و سریال تلویزیونی از جمله هزارپا، جشن دلتنگی، تگزاس ۲ و دینامیت و همچنین سریال‌های دلدادگان و رقص روی شیشه ایفای نقش کرده بود.

## بیماری و درگذشت
روز ۲ اردیبهشت ۱۴۰۰ رسانه‌ها دلیل فوت این خبرنگار را عارضه کلیوی عنوان کردند و رسانه‌های دیگر از همین عنوان برای درج اخبار درگذشت وی استفاده کردند اما دلیل فوت او روز بعد و در گواهی فوت ابتلا به کرونا درج شده بود و در زمان انتقال پیکر او به شهرستان جهرم که زادگاه وی بود عنوان کرونا بر پیکر او نگاشته شد. اما روایت ایمان منصوری، برادر وی در گفت‌وگو با خبرنگار رسانه تسنیم چیز دیگری است، وی دربارهٔ دلایل درگذشت برادرش گفت: تیروئید او پرکار شده بود و در نهایت بعد از چک‌آپهای متعدد مشخص شد او در کلیه‌اش غده‌ای دارد که در حال رشد است اما به گفته دکتر معالجش جای نگرانی نبود و این امکان بود که با یک عمل جراحی غده را از بدن خارج کرد. وقتی روز پنجشنبه ۲ اردیبهشت ۱۴۰۰ خبر درگذشت وی، در رسانه‌ها منتشر شد، دلیل فوت عارضه کلیوی عنوان شده بود، اما در نهایت دلیل فوت در گواهی پزشکی، کرونا درج شد. به گزارش خبرنگار اجتماعی خبرگزاری تسنیم اشکان منصوری پنجشنبه ۲ اردیبهشت ۱۴۰۰ و در بیمارستان میلاد تهران درگذشت.
وی افزود: قرار شد بعد از پایان تعطیلات نوروز ۱۴۰۰ عمل خارج کردن غده از بدن او اتفاق بیفتد، بنابراین با پایان تعطیلات او در بیمارستان میلاد بستری شد تا مقدمات جراحی فراهم شود اما به‌دلیل تب بالایی که داشت دکتر بیهوشی اجازه عمل صادر نمی‌کرد و چند احتمال برای بالا بودن تب داده می‌شد، یکی اینکه عفونت کلیه باعث تب شده و دیگر ابتلا به کرونا بود که سه بار از او تست کرونا گرفتند و پاسخ این تست‌ها منفی بود. همین موضوع باعث شد تا وی ۱۴ روز در بیمارستان بستری بماند و در همان بخش به بیماری کرونا مبتلا شد. برادرش گفت: اول باید به ما توضیح دهند که چرا نباید بخش‌های دیگر بیمارستان نسبت به انتشار ویروس ایمن باشند اما در نهایت او با وجود ابتلا به کرونا در وضعیت خوبی به سر می‌برد و در بخش، بدون استفاده از دستگاه اکسیژن خوب نفس می‌کشید و سطح اکسیژنش ۹۲ بود. در همان هفته آخر دکتر نسخه‌ای را برای وی تجویز کرد و از برادرش خواست تا آن را تهیه کند. او این نسخه را تهیه کرد و در اختیار بیمارستان قرار داد. وی ادامه داد: از همان روز ورم پای او بیشتر و بیشتر شد، وقتی دلایل این موضوع را پیگیری کردند یکی از دکترها احتمال داد تزریق اشتباهی صورت گرفته باشد و دکتر دیگر دلایل تورم پا را افت آلبومین خون عنوان کرد.
در نهایت اشکان منصوری براثر کرونا و عارضه کلیوی عصر پنجشنبه ۲ اردیبهشت ۱۴۰۰ در بیمارستان میلاد تهران در سن ۴۰ سالگی درگذشت. پیکر وی روز ۴ اردیبهشت ۱۴۰۰ در آرامستان شیراز واقع در نزدیکی زادگاهش جهرم به خاک سپرده شد.
همچنین علیرضا تابش در پیام تسلیتی این متن را نوشت و گفت:
رنج تحمل فقدان در این روزها سخت‌تر از همیشه و باور از دست دادن بنده خوب خدا، جوانی صادق، پرتلاش و خوشنام، تلخ‌تر و تکان‌دهنده‌تر است. درگذشت وی به واسطه ابتلا به بیماری کلیوی، خانواده و همکاران و دوستدارانش را متأثر ساخت. جوانی که احترام، مردم داری، تخصص، تلاش، انصاف، اعتدال، مهربانی و صداقت از او خاطراتی را بر جای گذاشت که مرورشان، قلب هر آن که او را می‌شناخت، می‌لرزاند و بغض‌ها را عمیق‌تر از همیشه می‌ترکاند. در کشاکش همین نامرادی‌ها باید در برابر تقدیر حضرت حق تسلیم بود و به سرچشمه امید و توکل کرد و پذیرفت آنچه سهمگین و تلخ است. این مصیبت را به جامعه رسانه‌ای و هنری کشور و به دوستداران آن عزیز و به خصوص بستگان داغدار این جوان عزیز تسلیت عرض می‌کنم و از پروردگار قادر متعال، برای بازماندگان محترم صبر و برای آن فقید سعید علو درجات و رحمت واسعه الهی آرزومندم.

## فیلم‌شناسی

### سینمایی
| سال  | نام        | کارگردان         |
| ---- | ---------- | ---------------- |
| ۱۴۰۰ | دینامیت    | مسعود اطیابی     |
| ۱۳۹۷ | پاستاریونی | سهیل موفق        |
| ۱۳۹۷ | تگزاس ۲    | مسعود اطیابی     |
| ۱۳۹۷ | هزارپا     | ابوالحسن داوودی  |
| ۱۳۹۶ | جشن دلتنگی | پوریا آذربایجانی |

### سریال
| سال  | نام             | کارگردان       |
| ---- | --------------- | -------------- |
| ۱۳۹۷ | رقص روی شیشه    | مهدی گلستانه   |
| ۱۳۹۶ | دلدادگان        | منوچهر هادی    |
| ۱۳۹۵ | هشت و نیم دقیقه | شهرام شاه‌حسینی |
| ۱۳۹۵ | پرستاران        | علیرضا افخمی   |